# Coupe du monde des épreuves combinées
La Coupe du monde des épreuves combinées (anglais : World Athletics Combined Events Tour) est une compétition d'athlétisme organisée par World Athletics qui désigne les meilleurs spécialistes de l'année dans les disciplines des épreuves combinées (le décathlon pour les hommes et l'heptathlon pour les femmes). Le classement final est établi en totalisant les trois meilleurs scores obtenus durant la saison en fonction des barèmes officiels de la fédération internationale.

## Calendrier
| Meeting                          | Ville     | Pays      |
| -------------------------------- | --------- | --------- |
| Multistars                       | Lana      | Italie    |
| Meeting Arona Pruebas Combinadas | Arona     | Espagne   |
| Hypo-Meeting                     | Götzis    | Autriche  |
| Mehrkampf-Meeting Ratingen       | Ratingen  | Allemagne |
| Wiesław Czapiewski Memorial      | Bydgoszcz | Pologne   |
| Décastar                         | Talence   | France    |

## Palmarès

### Hommes
| Édition | Or                                 | Argent                               | Bronze                              |
| ------- | ---------------------------------- | ------------------------------------ | ----------------------------------- |
| 1998    | Erki Nool (EST) 25 967 pts         | Jón Arnar Magnússon (ISL) 25 708 pts | Roman Šebrle (CZE) 25 604 pts       |
| 1999    | Tomáš Dvořák (CZE) 26 476 pts      | Roman Šebrle (CZE) 25 184 pts        | Chris Huffins (USA) 25 067 pts      |
| 2000    | Erki Nool (EST) 26 089 pts         | Tomáš Dvořák (CZE) 26 018 pts        | Roman Šebrle (CZE) 25 591 pts       |
| 2001    | Tomáš Dvořák (CZE) 25 943 pts      | Erki Nool (EST) 25 839 pts           | Lev Lobodin (RUS) 25 044 pts        |
| 2002    | Roman Šebrle (CZE) 26 301 pts      | Tom Pappas (USA) 25 506 pts          | Lev Lobodin (RUS) 25 179 pts        |
| 2003    | Tom Pappas (USA) 26 119 pts        | Roman Šebrle (CZE) 26 047 pts        | Laurent Hernu (FRA) 24 244 pts      |
| 2004    | Roman Šebrle (CZE) 25 952 pts      | Bryan Clay (USA) 25 602 pts          | Dmitriy Karpov (KAZ) 25 336 pts     |
| 2005    | Roman Šebrle (CZE) 25 381 pts      | Bryan Clay (USA) 25 199 pts          | Attila Zsivóczky (HUN) 25 185 pts   |
| 2006    | Dmitriy Karpov (KAZ) 25 145 pts    | Roman Šebrle (CZE) 25 029 pts        | Attila Zsivóczky (HUN) 24 950 pts   |
| 2007    | Roman Šebrle (CZE) 25 261 pts      | Maurice Smith (JAM) 25 220 pts       | Aleksey Drozdov (RUS) 24 972 pts    |
| 2008    | Andrei Krauchanka (BLR) 25 448 pts | Leonel Suárez (CUB) 25 344 pts       | Maurice Smith (JAM) 24 757 pts      |
| 2009    | Trey Hardee (USA) 25 567 pts       | Yordani García (CUB) 25 231 pts      | Oleksiy Kasyanov (UKR) 25 056 pts   |
| 2010    | Romain Barras (FRA) 25 063 pts     | Leonel Suárez (CUB) 24 857 pts       | Jake Arnold (USA) 24 627 pts        |
| 2011    | Leonel Suárez (CUB) 25 172 pts     | Eelco Sintnicolaas (NED) 24 772 pts  | Mikk Pahapill (EST) 24 746 pts      |
| 2012    | Hans Van Alphen (BEL) 25 259 pts   | Pascal Behrenbruch (GER) 25 117 pts  | Oleksiy Kasyanov (UKR) 24 822 pts   |
| 2013    | Andrei Krauchanka (BLR) 25 084 pts | Damian Warner (CAN) 24 980 pts       | Pascal Behrenbruch (GER) 24 768 pts |
| 2014    | Rico Freimuth (GER) 24 981 pts     | Eelco Sintnicolaas (NED) 24 795 pts  | Yordani García (CUB) 24 423 pts     |
| 2015    | Ilya Shkurenyov (RUS) 25 259 pts   | Michael Schrader (GER) 25 252 pts    | Damian Warner (CAN) 25 247 pts      |
| 2016    | Kai Kazmirek (GER) 25 221 pts      | Jeremy Taiwo (USA) 24 928 pts        | Adam Helcelet (CZE) 24 498 pts      |
| 2017    | Rico Freimuth (GER) 25 592 pts     | Damian Warner (CAN) 25 152 pts       | Kai Kazmirek (GER) 24 986 pts       |
| 2018    | Arthur Abele (GER) 25 222 pts      | Pieter Braun (NED) 24 412 pts        | Martin Roe (NOR) 24 376 pts         |
| 2019    | Damian Warner (CAN) 25 753 pts     | Maicel Uibo (EST) 25 138 pts         | Pierce Lepage (CAN) 25 059 pts      |
| 2021    | Kai Kazmirek (GER) 24 500 pts      | Adam Helcelet (CZE) 24 087 pts       | Martin Roe (NOR) 23 934 pts         |
| 2022    | Lindon Victor (GRN) 3 608 pts      | Simon Ehammer (SUI) 3 578 pts        | Marcus Nilsson (SWE) 3 436 pts      |

### Femmes
| Édition | Or                                        | Argent                                 | Bronze                                                        |
| ------- | ----------------------------------------- | -------------------------------------- | ------------------------------------------------------------- |
| 1998    | Urszula Włodarczyk (POL) 19 235 pts       | Irina Belova (RUS) 19 146 pts          | Remigija Nazarovienė (LTU) 19 053 pts                         |
| 1999    | Eunice Barber (FRA) 19 880 pts            | Sabine Braun (GER) 19 271 pts          | Irina Belova (RUS) 19 115 pts                                 |
| 2000    | Sabine Braun (GER) 19 151 pts             | Natalya Roshchupkina (RUS) 19 127 pts  | Natallia Sazanovich (BLR) Urszula Włodarczyk (POL) 19 047 pts |
| 2001    | Ielena Prokhorova (RUS) 19 624 pts        | Natalya Roshchupkina (RUS) 19 357 pts  | Natallia Sazanovich (BLR) 19 264 pts                          |
| 2002    | Sabine Braun (GER) 18 987 pts             | Shelia Burrell (USA) 18 747 pts        | Austra Skujytė (LTU) 18 570 pts                               |
| 2003    | Carolina Klüft (SWE) 20 295 pts           | Ielena Prokhorova (RUS) 19 019 pts     | Larisa Netseporuk (EST) 18 482 pts                            |
| 2004    | Carolina Klüft (SWE) 20 541 pts           | Kelly Sotherton (GBR) 19 072 pts       | Nataliya Dobrynska (UKR) 18 825 pts                           |
| 2005    | Carolina Klüft (SWE) 20 399 pts           | Eunice Barber (FRA) 20 388 pts         | Kelly Sotherton (GBR) 19 150 pts                              |
| 2006    | Carolina Klüft (SWE) 20 124 pts           | Lyudmyla Blonska (UKR) 19 232 pts      | Lilly Schwarzkopf (GER) 19 168 pts                            |
| 2007    | Lyudmyla Blonska (UKR) 19 895 pts         | Jessica Ennis (GBR) 19 256 pts         | Austra Skujytė (LTU) 18 994 pts                               |
| 2008    | Hyleas Fountain (USA) 19 759 pts          | Tatyana Chernova (RUS) 19 575 pts      | Nataliya Dobrynska (UKR) 19 430 pts                           |
| 2009    | Nataliya Dobrynska (UKR) 19 487 pts       | Jennifer Oeser (GER) 19 255 pts        | Hanna Melnychenko (UKR) 19 239 pts                            |
| 2010    | Tatyana Chernova (RUS) 19 537 pts         | Jennifer Oeser (GER) 19 303 pts        | Nataliya Dobrynska (UKR) 19 110 pts                           |
| 2011    | Jennifer Oeser (GER) 19 584 pts           | Nataliya Dobrynska (UKR) 19 408 pts    | Karolina Tymińska (POL) 19 361 pts                            |
| 2012    | Tatyana Chernova (RUS) 19 717 pts         | Lyudmyla Yosypenko (UKR) 19 520 pts    | Antoinette Nana Djimou Ida (FRA) 19 510 pts                   |
| 2013    | Hanna Melnychenko (UKR) 19 310 pts        | Brianne Theisen-Eaton (CAN) 19 158 pts | Claudia Rath (GER) 19 014 pts                                 |
| 2014    | Nadine Broersen (NED) 19 573 pts          | Carolin Schäfer (GER) 19 164 pts       | Lilli Schwarzkopf (GER) 18 973 pts                            |
| 2015    | Laura Ikauniece-Admidiņa (LAT) 19 422 pts | Claudia Rath (GER) 19 189 pts          | Anouk Vetter (NED) 19 112 pts                                 |
| 2016    | Carolin Schäfer (GER) 19 573 pts          | Anouk Vetter (NED) 19 302 pts          | Barbara Nwaba (USA) 19 163 pts                                |
| 2017    | Carolin Schäfer (GER) 20 199 pts          | Anouk Vetter (NED) 19 496 pts          | Yorgelis Rodríguez (CUB) 19 166 pts                           |
| 2018    | Carolin Schäfer (GER) 19 608 pts          | Erica Bougard (USA) 19 399 pts         | Kateřina Cachová (CZE) 19 025 pts                             |
| 2019    | Verena Preiner (AUT) 19 623 pts           | Erica Bougard (USA) 19 507 pts         | Kendell Williams (USA) 19 437 pts                             |
| 2021    | Kendell Williams (USA) 19 574 pts         | María Vicente (ESP) 18 695 pts         | Vanessa Grimm (GER) 18 661 pts                                |
| 2022    | Adrianna Sułek (POL) 3 498 pts            | Annik Kälin (SUI) 3 463 pts            | Emma Oosterwegel (NED) 3 409 pts                              |